# Alemania en el Torneo femenino de fútbol en los Juegos Olímpicos 2024

## Plantel
Entrenador:  Horst Hrubesch
Alemania convocó a 18 jugadoras y 4 suplentes para el torneo del 3 de julio de 2024.  El 17 de julio, Lena Oberdorf se retiró de la convocatoria por lesión y fue reemplazada por Janina Minge.Pia-Sophie Wolter se incorporó a la lista de suplentes.  
| No. | Pos. | Jugadora          | Fecha de nacimiento (edad)        | Apa. | Goles | Club                   |
| --- | ---- | ----------------- | --------------------------------- | ---- | ----- | ---------------------- |
| 1   | POR  | Merle Frohms      | 28 de enero de 1995 (29 años)     | 52   | 0     | VfL Wolfsburg          |
| 2   | DEF  | Sarai Linder      | 26 de octubre de 1999 (24 años)   | 16   | 0     | TSG Hoffenheim         |
| 3   | DEF  | Kathrin Hendrich  | 6 de abril de 1992 (32 años)      | 75   | 5     | VfL Wolfsburg          |
| 4   | DEF  | Bibiane Schulze   | 12 de noviembre de 1998 (25 años) | 4    | 0     | Athletic Bilbao        |
| 5   | DEF  | Marina Hegering   | 17 de abril de 1990 (34 años)     | 37   | 4     | VfL Wolfsburg          |
| 6   | MED  | Janina Minge      | 11 de junio de 1999 (25 años)     | 5    | 1     | SC Freiburg            |
| 7   | DEL  | Lea Schüller      | 12 de noviembre de 1997 (26 años) | 62   | 42    | Bayern Munich          |
| 8   | MED  | Sydney Lohmann    | 19 de junio de 2000 (24 años)     | 31   | 4     | Bayern Munich          |
| 9   | MED  | Sjoeke Nüsken     | 22 de enero de 2001 (23 años)     | 30   | 3     | Chelsea                |
| 10  | DEL  | Laura Freigang    | 1 de febrero de 1998 (26 años)    | 29   | 12    | Eintracht Frankfurt    |
| 11  | DEL  | Alexandra Popp    | 6 de abril de 1991 (33 años)      | 139  | 67    | VfL Wolfsburg          |
| 12  | POR  | Ann-Katrin Berger | 9 de octubre de 1990 (33 años)    | 9    | 0     | Gotham FC              |
| 13  | DEF  | Sara Doorsoun     | 17 de noviembre de 1991 (32 años) | 53   | 1     | Eintracht Frankfurt    |
| 14  | MED  | Elisa Senß        | 1 de octubre de 1997 (26 años)    | 7    | 0     | Bayer Leverkusen       |
| 15  | DEF  | Giulia Gwinn      | 2 de julio de 1999 (25 años)      | 47   | 10    | Bayern Munich          |
| 16  | MED  | Jule Brand        | 16 de octubre de 2002 (21 años)   | 47   | 8     | VfL Wolfsburg          |
| 17  | MED  | Klara Bühl        | 7 de diciembre de 2000 (23 años)  | 52   | 25    | Bayern Munich          |
| 18  | MED  | Vivien Endemann   | 7 de agosto de 2001 (22 años)     | 6    | 0     | VfL Wolfsburg          |
| 19  | DEF  | Felicitas Rauch   | 30 de abril de 1996 (28 años)     | 40   | 4     | North Carolina Courage |
| 20  | DEF  | Pia-Sophie Wolter | 13 de noviembre de 1997 (26 años) | 3    | 0     | Eintracht Frankfurt    |
| 21  | DEL  | Nicole Anyomi     | 10 de febrero de 2000 (24 años)   | 25   | 2     | Eintracht Frankfurt    |
| 22  | POR  | Stina Johannes    | 23 de enero de 2000 (24 años)     | 1    | 0     | Eintracht Frankfurt    |

## Participación

### Partidos
| Fecha       | Ciudad        | Instancia                        |                |                           | Resultado             |                      |           |
| ----------- | ------------- | -------------------------------- | -------------- | ------------------------- | --------------------- | -------------------- | --------- |
| 25 de julio | Marsella      | Fase de grupos                   | Alemania       | Bandera de Alemania       | 3:0 (1:0)             | Bandera de Australia | Australia |
| 28 de julio | Marsella      | Fase de grupos                   | Estados Unidos | Bandera de Estados Unidos | 4:1 (3:1)             | Bandera de Alemania  | Alemania  |
| 31 de julio | Saint-Étienne | Fase de grupos                   | Zambia         | Bandera de Zambia         | 1:4 (0:1)             | Bandera de Alemania  | Alemania  |
| 3 de agosto | Marsella      | Cuartos de final                 | Canadá         | Bandera de Canadá         | 0:0 (2:4 p.)          | Bandera de Alemania  | Alemania  |
| 6 de agosto | Lyon          | Semifinales                      | Estados Unidos | Bandera de Estados Unidos | 1:0 (0:0, 0:0) (t.s.) | Bandera de Alemania  | Alemania  |
| 9 de agosto | Lyon          | Partido por la medalla de bronce | España         | Bandera de España         | 0:1 (0:0)             | Bandera de Alemania  | Alemania  |

### Primera fase - Grupo B

#### Posiciones
| Equipo         | Pts. | PJ | PG | PE | PP | GF | GC | Dif. |
| -------------- | ---- | -- | -- | -- | -- | -- | -- | ---- |
| Estados Unidos | 9    | 3  | 3  | 0  | 0  | 9  | 2  | 7    |
| Alemania       | 6    | 3  | 2  | 0  | 1  | 8  | 5  | 3    |
| Australia      | 3    | 3  | 1  | 0  | 2  | 7  | 10 | –3   |
| Zambia         | 0    | 3  | 0  | 0  | 3  | 6  | 13 | –7   |

#### Alemania vs. Australia
| 25 de julio de 2024, 19:00 | Alemania                                | 3:0 (1:0)                | Australia | Stade de Marseille, Marsella                                                      |                                                                                   |
|                            | Hegering 24' · Schüller 64' · Brand 68' | COI Reporte FIFA Reporte |           | Asistencia: 9 731 espectadores Árbitra: Katia García VAR: Carlos del Cerro Grande | Asistencia: 9 731 espectadores Árbitra: Katia García VAR: Carlos del Cerro Grande |

| 12         | Guardameta     | Ann-Katrin Berger |     |
| 15         | Defensa        | Giulia Gwinn      |     |
| 3          | Defensa        | Kathrin Hendrich  |     |
| 5          | Defensa        | Marina Hegering   | 73' |
| 2          | Defensa        | Sarai Linder      |     |
| 16         | Centrocampista | Jule Brand        |     |
| 6          | Centrocampista | Janina Minge      | 73' |
| 9          | Centrocampista | Sjoeke Nüsken     | 46' |
| 17         | Centrocampista | Klara Bühl        | 88' |
| 11         | Delantero      | Alexandra Popp    |     |
| 7          | Delantero      | Lea Schüller      |     |
| Entrenador | Entrenador     | Horst Hrubesch    |     |

| 1          | Guardameta     | Mackenzie Arnold  |     |
| 12         | Defensa        | Ellie Carpenter   |     |
| 14         | Defensa        | Alanna Kennedy    |     |
| 15         | Defensa        | Clare Hunt        |     |
| 7          | Defensa        | Steph Catley      | 77' |
| 16         | Centrocampista | Hayley Raso       | 77' |
| 6          | Centrocampista | Katrina Gorry     | 59' |
| 8          | Centrocampista | Kyra Cooney-Cross |     |
| 5          | Centrocampista | Cortnee Vine      | 59' |
| 11         | Delantero      | Mary Fowler       |     |
| 9          | Delantero      | Caitlin Foord     | 77' |
| Entrenador | Entrenador     | Tony Gustavsson   |     |

| 8  | Centrocampista | Sydney Lohmann  | 46' |
| 4  | Defensa        | Bibiane Schulze | 73' |
| 14 | Centrocampista | Elisa Senß      | 73' |
| 18 | Centrocampista | Vivien Endemann | 88' |

| 19 | Delantero      | Sharn Freier     | 59' |
| 17 | Centrocampista | Clare Wheeler    | 59' |
| 2  | Delantero      | Michelle Heyman  | 77' |
| 10 | Centrocampista | Emily van Egmond | 77' |
| 3  | Centrocampista | Kaitlyn Torpey   | 77' |

| Anotado | 24' | Marina Hegering | 1:0 |
| Anotado | 64' | Lea Schüller    | 2:0 |
| Anotado | 68' | Sarai Linder    | 3:0 |

| Amonestado | 45+1' | Janina Minge |

| Amonestado | 22' | Caitlin Foord |

| Árbitra             | Katia García            |
| Árbitras asistentes | Sandra Ramírez          |
| Árbitras asistentes | Karen Díaz              |
| Cuarta árbitra      | Anahí Fernández         |
| VAR                 | Carlos del Cerro Grande |
| Adicional VAR       | Sivakorn Pu-udom        |

| 12         | Guardameta     | Ann-Katrin Berger |     |
| 15         | Defensa        | Giulia Gwinn      |     |
| 3          | Defensa        | Kathrin Hendrich  |     |
| 5          | Defensa        | Marina Hegering   | 73' |
| 2          | Defensa        | Sarai Linder      |     |
| 16         | Centrocampista | Jule Brand        |     |
| 6          | Centrocampista | Janina Minge      | 73' |
| 9          | Centrocampista | Sjoeke Nüsken     | 46' |
| 17         | Centrocampista | Klara Bühl        | 88' |
| 11         | Delantero      | Alexandra Popp    |     |
| 7          | Delantero      | Lea Schüller      |     |
| Entrenador | Entrenador     | Horst Hrubesch    |     |

| 1          | Guardameta     | Mackenzie Arnold  |     |
| 12         | Defensa        | Ellie Carpenter   |     |
| 14         | Defensa        | Alanna Kennedy    |     |
| 15         | Defensa        | Clare Hunt        |     |
| 7          | Defensa        | Steph Catley      | 77' |
| 16         | Centrocampista | Hayley Raso       | 77' |
| 6          | Centrocampista | Katrina Gorry     | 59' |
| 8          | Centrocampista | Kyra Cooney-Cross |     |
| 5          | Centrocampista | Cortnee Vine      | 59' |
| 11         | Delantero      | Mary Fowler       |     |
| 9          | Delantero      | Caitlin Foord     | 77' |
| Entrenador | Entrenador     | Tony Gustavsson   |     |

| 8  | Centrocampista | Sydney Lohmann  | 46' |
| 4  | Defensa        | Bibiane Schulze | 73' |
| 14 | Centrocampista | Elisa Senß      | 73' |
| 18 | Centrocampista | Vivien Endemann | 88' |

| 19 | Delantero      | Sharn Freier     | 59' |
| 17 | Centrocampista | Clare Wheeler    | 59' |
| 2  | Delantero      | Michelle Heyman  | 77' |
| 10 | Centrocampista | Emily van Egmond | 77' |
| 3  | Centrocampista | Kaitlyn Torpey   | 77' |

| Anotado | 24' | Marina Hegering | 1:0 |
| Anotado | 64' | Lea Schüller    | 2:0 |
| Anotado | 68' | Sarai Linder    | 3:0 |

| Amonestado | 45+1' | Janina Minge |

| Amonestado | 22' | Caitlin Foord |

| Árbitra             | Katia García            |
| Árbitras asistentes | Sandra Ramírez          |
| Árbitras asistentes | Karen Díaz              |
| Cuarta árbitra      | Anahí Fernández         |
| VAR                 | Carlos del Cerro Grande |
| Adicional VAR       | Sivakorn Pu-udom        |

| Estadísticas      | Bandera de Alemania | Bandera de Australia |
| Tiros             | 15                  | 8                    |
| Tiros a puerta    | 4                   | 3                    |
| Faltas            | 7                   | 6                    |
| Saques de esquina | 7                   | 5                    |
| Penaltis          | 0                   | 0                    |
| Fueras de juego   | 5                   | 0                    |
| Posesión de balón | 50%                 | 50%                  |

#### Estados Unidos vs. Alemania
| 28 de julio de 2024, 21:00 | Estados Unidos                              | 4:1 (3:1)                | Alemania  | Stade de Marseille, Marsella                                                |                                                                             |
|                            | Smith 11', 44' · Swanson 26' · Williams 89' | COI Reporte FIFA Reporte | Gwinn 22' | Asistencia: 12 845 espectadores Árbitro(s): Yael Falcón VAR: Tatiana Guzmán | Asistencia: 12 845 espectadores Árbitro(s): Yael Falcón VAR: Tatiana Guzmán |

| 1           | Guardameta     | Alyssa Naeher   |       |
| 2           | Defensa        | Emily Fox       | 90+2' |
| 4           | Defensa        | Naomi Girma     |       |
| 12          | Defensa        | Tierna Davidson | 44'   |
| 7           | Defensa        | Crystal Dunn    |       |
| 17          | Centrocampista | Sam Coffey      |       |
| 10          | Centrocampista | Lindsey Horan   |       |
| 16          | Centrocampista | Rose Lavelle    |       |
| 5           | Delantero      | Trinity Rodman  | 90+2' |
| 9           | Delantero      | Mallory Swanson |       |
| 11          | Delantero      | Sophia Smith    | 85'   |
| Entrenadora | Entrenadora    | Emma Hayes      |       |

| 12         | Guardameta     | Ann-Katrin Berger |     |
| 15         | Defensa        | Giulia Gwinn      |     |
| 3          | Defensa        | Kathrin Hendrich  |     |
| 5          | Defensa        | Marina Hegering   |     |
| 19         | Defensa        | Felicitas Rauch   |     |
| 16         | Centrocampista | Jule Brand        |     |
| 6          | Centrocampista | Janina Minge      |     |
| 11         | Centrocampista | Alexandra Popp    | 77' |
| 17         | Centrocampista | Klara Bühl        |     |
| 9          | Delantero      | Sjoeke Nüsken     | 68' |
| 7          | Delantero      | Lea Schüller      |     |
| Entrenador | Entrenador     | Horst Hrubesch    |     |

| 14 | Centrocampista | Emily Sonnett     | 44'   |
| 8  | Delantero      | Lynn Williams     | 85'   |
| 13 | Defensa        | Jenna Nighswonger | 90+2' |
| 6  | Defensa        | Casey Krueger     | 90+2' |

| 8  | Centrocampista | Sydney Lohmann | 68' |
| 11 | Delantero      | Alexandra Popp | 77' |

| Anotado | 10' | Sophia Smith    | 1:0 |
| Anotado | 26' | Mallory Swanson | 2:1 |
| Anotado | 44' | Sophia Smith    | 3:1 |
| Anotado | 89' | Lynn Williams   | 4:1 |

| Anotado | 22' | Giulia Gwinn | 1:1 |

| Amonestado | 22' | Sam Coffey |

| Amonestado | 18' | Kathrin Hendrich |

| Árbitro             | Yael Falcón           |
| Árbitros asistentes | Maximiliano Del Yesso |
| Árbitros asistentes | Facundo Rodríguez     |
| Cuarta árbitra      | Anahí Fernández       |
| VAR                 | Tatiana Guzmán        |
| Adicional VAR       | Katalin Kulcsár       |

| 1           | Guardameta     | Alyssa Naeher   |       |
| 2           | Defensa        | Emily Fox       | 90+2' |
| 4           | Defensa        | Naomi Girma     |       |
| 12          | Defensa        | Tierna Davidson | 44'   |
| 7           | Defensa        | Crystal Dunn    |       |
| 17          | Centrocampista | Sam Coffey      |       |
| 10          | Centrocampista | Lindsey Horan   |       |
| 16          | Centrocampista | Rose Lavelle    |       |
| 5           | Delantero      | Trinity Rodman  | 90+2' |
| 9           | Delantero      | Mallory Swanson |       |
| 11          | Delantero      | Sophia Smith    | 85'   |
| Entrenadora | Entrenadora    | Emma Hayes      |       |

| 12         | Guardameta     | Ann-Katrin Berger |     |
| 15         | Defensa        | Giulia Gwinn      |     |
| 3          | Defensa        | Kathrin Hendrich  |     |
| 5          | Defensa        | Marina Hegering   |     |
| 19         | Defensa        | Felicitas Rauch   |     |
| 16         | Centrocampista | Jule Brand        |     |
| 6          | Centrocampista | Janina Minge      |     |
| 11         | Centrocampista | Alexandra Popp    | 77' |
| 17         | Centrocampista | Klara Bühl        |     |
| 9          | Delantero      | Sjoeke Nüsken     | 68' |
| 7          | Delantero      | Lea Schüller      |     |
| Entrenador | Entrenador     | Horst Hrubesch    |     |

| 14 | Centrocampista | Emily Sonnett     | 44'   |
| 8  | Delantero      | Lynn Williams     | 85'   |
| 13 | Defensa        | Jenna Nighswonger | 90+2' |
| 6  | Defensa        | Casey Krueger     | 90+2' |

| 8  | Centrocampista | Sydney Lohmann | 68' |
| 11 | Delantero      | Alexandra Popp | 77' |

| Anotado | 10' | Sophia Smith    | 1:0 |
| Anotado | 26' | Mallory Swanson | 2:1 |
| Anotado | 44' | Sophia Smith    | 3:1 |
| Anotado | 89' | Lynn Williams   | 4:1 |

| Anotado | 22' | Giulia Gwinn | 1:1 |

| Amonestado | 22' | Sam Coffey |

| Amonestado | 18' | Kathrin Hendrich |

| Árbitro             | Yael Falcón           |
| Árbitros asistentes | Maximiliano Del Yesso |
| Árbitros asistentes | Facundo Rodríguez     |
| Cuarta árbitra      | Anahí Fernández       |
| VAR                 | Tatiana Guzmán        |
| Adicional VAR       | Katalin Kulcsár       |

| Estadísticas      | Bandera de Estados Unidos | Bandera de Alemania |
| Tiros             | 13                        | 12                  |
| Tiros a puerta    | 8                         | 6                   |
| Faltas            | 6                         | 9                   |
| Saques de esquina | 6                         | 1                   |
| Penaltis          | 0                         | 0                   |
| Fueras de juego   | 1                         | 1                   |
| Posesión de balón | 61%                       | 39%                 |

#### Zambia vs. Alemania
| 31 de julio de 2024, 19:00 | Zambia       | 1:4 (0:1)                | Alemania                                  | Stade Geoffroy-Guichard, Saint-Étienne                                    |                                                                           |
|                            | B. Banda 49' | COI Reporte FIFA Reporte | Schüller 10', 61' · Bühl 47' · Senß 90+5' | Asistencia: 2 642 espectadores Árbitra: Yoshimi Yamashita VAR: Ivan Bebek | Asistencia: 2 642 espectadores Árbitra: Yoshimi Yamashita VAR: Ivan Bebek |

| 18         | Guardameta     | Ngambo Musole      |     |
| 4          | Defensa        | Esther Siamfuko    |     |
| 5          | Defensa        | Pauline Zulu       |     |
| 3          | Defensa        | Lushomo Mweemba    |     |
| 13         | Defensa        | Martha Tembo       |     |
| 20         | Centrocampista | Racheal Nachula    | 46' |
| 15         | Centrocampista | Hellen Chanda      | 65' |
| 8          | Centrocampista | Lubandji Ochumba   |     |
| 17         | Centrocampista | Racheal Kundananji |     |
| 9          | Centrocampista | Kabange Mupopo     |     |
| 11         | Delantero      | Barbra Banda       |     |
| Entrenador | Entrenador     | Bruce Mwape        |     |

| 12         | Guardameta     | Ann-Katrin Berger |     |
| 15         | Defensa        | Giulia Gwinn      |     |
| 3          | Defensa        | Kathrin Hendrich  | 22' |
| 4          | Defensa        | Bibiane Schulze   |     |
| 19         | Defensa        | Felicitas Rauch   |     |
| 16         | Centrocampista | Jule Brand        | 46' |
| 6          | Centrocampista | Janina Minge      |     |
| 11         | Centrocampista | Alexandra Popp    | 69' |
| 17         | Centrocampista | Klara Bühl        |     |
| 9          | Delantero      | Sjoeke Nüsken     | 89' |
| 7          | Delantero      | Lea Schüller      | 69' |
| Entrenador | Entrenador     | Horst Hrubesch    |     |

| 14 | Centrocampista | Prisca Chilufya | 46' |
| 21 | Centrocampista | Mary Wilombe    | 65' |

| 13 | Defensa        | Sara Doorsoun   | 22' |
| 18 | Centrocampista | Vivien Endemann | 46' |
| 10 | Delantero      | Laura Freigang  | 69' |
| 8  | Centrocampista | Sydney Lohmann  | 69' |
| 14 | Centrocampista | Elisa Senß      | 89' |

| Anotado | 49' | Barbra Banda | 1:2 |

| Anotado | 10'   | Lea Schüller | 0:1 |
| Anotado | 47'   | Klara Bühl   | 0:2 |
| Anotado | 61'   | Lea Schüller | 1:3 |
| Anotado | 90+7' | Elisa Senß   | 1:4 |

| Amonestado | 35' | Hellen Chanda |

| Árbitra             | Yoshimi Yamashita |
| Árbitras asistentes | Makoto Bozono     |
| Árbitras asistentes | Naomi Teshirogi   |
| Cuarta árbitra      | Frida Klarlund    |
| VAR                 | Ivan Bebek        |
| Adicional VAR       | Mahmoud Ashour    |

| 18         | Guardameta     | Ngambo Musole      |     |
| 4          | Defensa        | Esther Siamfuko    |     |
| 5          | Defensa        | Pauline Zulu       |     |
| 3          | Defensa        | Lushomo Mweemba    |     |
| 13         | Defensa        | Martha Tembo       |     |
| 20         | Centrocampista | Racheal Nachula    | 46' |
| 15         | Centrocampista | Hellen Chanda      | 65' |
| 8          | Centrocampista | Lubandji Ochumba   |     |
| 17         | Centrocampista | Racheal Kundananji |     |
| 9          | Centrocampista | Kabange Mupopo     |     |
| 11         | Delantero      | Barbra Banda       |     |
| Entrenador | Entrenador     | Bruce Mwape        |     |

| 12         | Guardameta     | Ann-Katrin Berger |     |
| 15         | Defensa        | Giulia Gwinn      |     |
| 3          | Defensa        | Kathrin Hendrich  | 22' |
| 4          | Defensa        | Bibiane Schulze   |     |
| 19         | Defensa        | Felicitas Rauch   |     |
| 16         | Centrocampista | Jule Brand        | 46' |
| 6          | Centrocampista | Janina Minge      |     |
| 11         | Centrocampista | Alexandra Popp    | 69' |
| 17         | Centrocampista | Klara Bühl        |     |
| 9          | Delantero      | Sjoeke Nüsken     | 89' |
| 7          | Delantero      | Lea Schüller      | 69' |
| Entrenador | Entrenador     | Horst Hrubesch    |     |

| 14 | Centrocampista | Prisca Chilufya | 46' |
| 21 | Centrocampista | Mary Wilombe    | 65' |

| 13 | Defensa        | Sara Doorsoun   | 22' |
| 18 | Centrocampista | Vivien Endemann | 46' |
| 10 | Delantero      | Laura Freigang  | 69' |
| 8  | Centrocampista | Sydney Lohmann  | 69' |
| 14 | Centrocampista | Elisa Senß      | 89' |

| Anotado | 49' | Barbra Banda | 1:2 |

| Anotado | 10'   | Lea Schüller | 0:1 |
| Anotado | 47'   | Klara Bühl   | 0:2 |
| Anotado | 61'   | Lea Schüller | 1:3 |
| Anotado | 90+7' | Elisa Senß   | 1:4 |

| Amonestado | 35' | Hellen Chanda |

| Árbitra             | Yoshimi Yamashita |
| Árbitras asistentes | Makoto Bozono     |
| Árbitras asistentes | Naomi Teshirogi   |
| Cuarta árbitra      | Frida Klarlund    |
| VAR                 | Ivan Bebek        |
| Adicional VAR       | Mahmoud Ashour    |

| Estadísticas      | Bandera de Zambia | Bandera de Alemania |
| Tiros             | 9                 | 18                  |
| Tiros a puerta    | 1                 | 5                   |
| Faltas            | 5                 | 4                   |
| Saques de esquina | 0                 | 3                   |
| Penaltis          | 0                 | 0                   |
| Fueras de juego   | 1                 | 5                   |
| Posesión de balón | 40%               | 60%                 |

### Cuartos de final

#### Canadá vs. Alemania
| 3 de agosto de 2024, 19:00 | Canadá                           | 0:0 (t. s.)(2:4 p.)        | Alemania                                 | Stade de Marseille, Marsella                                                   |                                                                                |
|                            |                                  | COI Reporte FIFA Reporte   |                                          | Asistencia: 12 517 espectadores Árbitra: Edina Alves Batista VAR: Daiane Muniz | Asistencia: 12 517 espectadores Árbitra: Edina Alves Batista VAR: Daiane Muniz |
|                            |                                  | Tiros desde el punto penal |                                          |                                                                                |                                                                                |
|                            | Quinn · Lawrence · Leon · Beckie |                            | Gwinn · Minge · Lohmann · Rauch · Berger |                                                                                |                                                                                |

| 1          | Guardameta     | Kailen Sheridan   |      |
| 12         | Defensa        | Jade Rose         |      |
| 14         | Defensa        | Vanessa Gilles    |      |
| 3          | Defensa        | Kadeisha Buchanan |      |
| 2          | Defensa        | Gabrielle Carle   | 57'  |
| 13         | Centrocampista | Simi Awujo        | 109' |
| 5          | Centrocampista | Quinn             |      |
| 10         | Centrocampista | Ashley Lawrence   |      |
| 17         | Centrocampista | Jessie Fleming    | 46'  |
| 9          | Centrocampista | Jordyn Huitema    | 57'  |
| 15         | Delantero      | Nichelle Prince   | 57'  |
| Entrenador | Entrenador     | Andy Spence       |      |

| 12         | Guardameta     | Ann-Katrin Berger |      |
| 15         | Defensa        | Giulia Gwinn      |      |
| 3          | Defensa        | Kathrin Hendrich  |      |
| 5          | Defensa        | Marina Hegering\| |      |
| 19         | Defensa        | Felicitas Rauch   |      |
| 16         | Centrocampista | Jule Brand        |      |
| 6          | Centrocampista | Janina Minge      |      |
| 9          | Centrocampista | Sjoeke Nüsken     | 65'  |
| 17         | Centrocampista | Klara Bühl        | 65'  |
| 11         | Delantero      | Alexandra Popp    |      |
| 7          | Delantero      | Lea Schüller      | 114' |
| Entrenador | Entrenador     | Horst Hrubesch    |      |

| 16 | Delantero      | Janine Beckie | 46'  |
| 6  | Delantero      | Cloé Lacasse  | 57'  |
| 4  | Delantero      | Évelyne Viens | 57'  |
| 11 | Delantero      | Adriana Leon  | 57'  |
| 7  | Centrocampista | Julia Grosso  | 109' |

| 18 | Centrocampista | Vivien Endemann 65' | 104' |
| 8  | Centrocampista | Sydney Lohmann 65'  |      |
| 14 | Centrocampista | Elisa Senß          | 104' |
| 10 | Delantero      | Laura Freigang 114' |      |

|                 |                          | 0:1 | Acierto de penal          | Giulia Gwinn      |
| Quin            | Acierto de penal         | 1:1 |                           |                   |
|                 |                          | 1:2 | Acierto de penal          | Janina Minge      |
| Ashley Lawrence | Fallo de penal (atajado) | 1:2 |                           |                   |
|                 |                          | 1:2 | Fallo de penal (desviado) | Sydney Lohmann    |
| Adriana Leon    | Fallo de penal (atajado) | 1:2 |                           |                   |
|                 |                          | 1:3 | Acierto de penal          | Felicitas Rauch   |
| Janine Beckie   | Acierto de penal         | 2:3 |                           |                   |
|                 |                          | 2:4 | Acierto de penal          | Ann-Katrin Berger |

| Amonestado | 79'  | Jule Brand      |
| Amonestado | 102' | Felicitas Rauch |
| Amonestado | 107' | Giulia Gwinn    |

| Árbitra             | Edina Alves             |
| Árbitras asistentes | Neuza Back              |
| Árbitras asistentes | Fabrini Bevilaqua       |
| Cuarta árbitra      | Emikar Calderas         |
| VAR                 | Daiane Muniz            |
| Adicionales VAR     | Leodán González         |
| Adicionales VAR     | Carlos del Cerro Grande |

| 1          | Guardameta     | Kailen Sheridan   |      |
| 12         | Defensa        | Jade Rose         |      |
| 14         | Defensa        | Vanessa Gilles    |      |
| 3          | Defensa        | Kadeisha Buchanan |      |
| 2          | Defensa        | Gabrielle Carle   | 57'  |
| 13         | Centrocampista | Simi Awujo        | 109' |
| 5          | Centrocampista | Quinn             |      |
| 10         | Centrocampista | Ashley Lawrence   |      |
| 17         | Centrocampista | Jessie Fleming    | 46'  |
| 9          | Centrocampista | Jordyn Huitema    | 57'  |
| 15         | Delantero      | Nichelle Prince   | 57'  |
| Entrenador | Entrenador     | Andy Spence       |      |

| 12         | Guardameta     | Ann-Katrin Berger |      |
| 15         | Defensa        | Giulia Gwinn      |      |
| 3          | Defensa        | Kathrin Hendrich  |      |
| 5          | Defensa        | Marina Hegering\| |      |
| 19         | Defensa        | Felicitas Rauch   |      |
| 16         | Centrocampista | Jule Brand        |      |
| 6          | Centrocampista | Janina Minge      |      |
| 9          | Centrocampista | Sjoeke Nüsken     | 65'  |
| 17         | Centrocampista | Klara Bühl        | 65'  |
| 11         | Delantero      | Alexandra Popp    |      |
| 7          | Delantero      | Lea Schüller      | 114' |
| Entrenador | Entrenador     | Horst Hrubesch    |      |

| 16 | Delantero      | Janine Beckie | 46'  |
| 6  | Delantero      | Cloé Lacasse  | 57'  |
| 4  | Delantero      | Évelyne Viens | 57'  |
| 11 | Delantero      | Adriana Leon  | 57'  |
| 7  | Centrocampista | Julia Grosso  | 109' |

| 18 | Centrocampista | Vivien Endemann 65' | 104' |
| 8  | Centrocampista | Sydney Lohmann 65'  |      |
| 14 | Centrocampista | Elisa Senß          | 104' |
| 10 | Delantero      | Laura Freigang 114' |      |

|                 |                          | 0:1 | Acierto de penal          | Giulia Gwinn      |
| Quin            | Acierto de penal         | 1:1 |                           |                   |
|                 |                          | 1:2 | Acierto de penal          | Janina Minge      |
| Ashley Lawrence | Fallo de penal (atajado) | 1:2 |                           |                   |
|                 |                          | 1:2 | Fallo de penal (desviado) | Sydney Lohmann    |
| Adriana Leon    | Fallo de penal (atajado) | 1:2 |                           |                   |
|                 |                          | 1:3 | Acierto de penal          | Felicitas Rauch   |
| Janine Beckie   | Acierto de penal         | 2:3 |                           |                   |
|                 |                          | 2:4 | Acierto de penal          | Ann-Katrin Berger |

| Amonestado | 79'  | Jule Brand      |
| Amonestado | 102' | Felicitas Rauch |
| Amonestado | 107' | Giulia Gwinn    |

| Árbitra             | Edina Alves             |
| Árbitras asistentes | Neuza Back              |
| Árbitras asistentes | Fabrini Bevilaqua       |
| Cuarta árbitra      | Emikar Calderas         |
| VAR                 | Daiane Muniz            |
| Adicionales VAR     | Leodán González         |
| Adicionales VAR     | Carlos del Cerro Grande |

| Estadísticas      | Bandera de Canadá | Bandera de Alemania |
| Tiros             | 23                | 11                  |
| Tiros a puerta    | 5                 | 1                   |
| Faltas            | 6                 | 9                   |
| Saques de esquina | 3                 | 13                  |
| Penaltis          | 0                 | 0                   |
| Fueras de juego   | 0                 | 2                   |
| Posesión de balón | 47%               | 53%                 |

### Semifinales

#### Estados Unidos vs. Alemania
| 6 de agosto de 2024, 18:00 | Estados Unidos | 1:0 (0:0, 0:0) (t. s.)   | Alemania | Stade de Lyon, Lyon                                                       |                                                                           |
|                            | Smith 95'      | COI Reporte FIFA Reporte |          | Asistencia: 11 716 espectadores Árbitra: Bouchra Karboubi VAR: Ivan Bebek | Asistencia: 11 716 espectadores Árbitra: Bouchra Karboubi VAR: Ivan Bebek |

| 1           | Guardameta     | Alyssa Naeher   |      |
| 2           | Defensa        | Emily Fox       |      |
| 4           | Defensa        | Naomi Girma     |      |
| 12          | Defensa        | Tierna Davidson | 45'  |
| 7           | Defensa        | Crystal Dunn    | 90'  |
| 10          | Centrocampista | Lindsey Horan   | 90'  |
| 17          | Centrocampista | Sam Coffey      |      |
| 5           | Centrocampista | Trinity Rodman  |      |
| 16          | Centrocampista | Rose Lavelle    | 60'  |
| 9           | Centrocampista | Mallory Swanson | 110' |
| 11          | Delantero      | Sophia Smith    |      |
| Entrenadora | Entrenadora    | Emma Hayes      |      |

| 12         | Guardameta     | Ann-Katrin Berger |      |
| 15         | Defensa        | Giulia Gwinn      |      |
| 3          | Defensa        | Kathrin Hendrich  |      |
| 5          | Defensa        | Marina Hegering   | 78'  |
| 19         | Defensa        | Felicitas Rauch   | 105' |
| 16         | Centrocampista | Jule Brand        |      |
| 8          | Centrocampista | Sydney Lohmann    | 90'  |
| 6          | Centrocampista | Janina Minge      |      |
| 17         | Centrocampista | Klara Bühl        |      |
| 9          | Delantero      | Sjoeke Nüsken     |      |
| 21         | Delantero      | Nicole Anyomi     | 69'  |
| Entrenador | Entrenador     | Horst Hrubesch    |      |

| 14 | Centrocampista | Emily Sonnett     | 45'  |
| 8  | Delantero      | Lynn Williams     | 60'  |
| 13 | Defensa        | Jenna Nighswonger | 90'  |
| 3  | Centrocampista | Korbin Albert     | 90'  |
| 6  | Defensa        | Casey Krueger     | 110' |

| 10 | Delantero      | Laura Freigang  | 69'  |
| 4  | Defensa        | Bibiane Schulze | 78'  |
| 14 | Centrocampista | Elisa Senß      | 90'  |
| 13 | Defensa        | Sara Doorsoun   | 105' |

| Anotado | 95' | Sophia Smith | 1:0 |

| Amonestado | 44'  | Marina Hegering |
| Amonestado | 108' | Jule Brand      |

| Árbitra             | Bouchra Karboubi |
| Árbitras asistentes | Fatiha Jermoumi  |
| Árbitras asistentes | Diana Chikotesha |
| Cuarta árbitra      | Kim Yu-jeong     |
| VAR                 | Ivan Bebek       |
| Adicionales VAR     | Tatiana Guzmán   |
| Adicionales VAR     | Khamis Al-Marri  |

| 1           | Guardameta     | Alyssa Naeher   |      |
| 2           | Defensa        | Emily Fox       |      |
| 4           | Defensa        | Naomi Girma     |      |
| 12          | Defensa        | Tierna Davidson | 45'  |
| 7           | Defensa        | Crystal Dunn    | 90'  |
| 10          | Centrocampista | Lindsey Horan   | 90'  |
| 17          | Centrocampista | Sam Coffey      |      |
| 5           | Centrocampista | Trinity Rodman  |      |
| 16          | Centrocampista | Rose Lavelle    | 60'  |
| 9           | Centrocampista | Mallory Swanson | 110' |
| 11          | Delantero      | Sophia Smith    |      |
| Entrenadora | Entrenadora    | Emma Hayes      |      |

| 12         | Guardameta     | Ann-Katrin Berger |      |
| 15         | Defensa        | Giulia Gwinn      |      |
| 3          | Defensa        | Kathrin Hendrich  |      |
| 5          | Defensa        | Marina Hegering   | 78'  |
| 19         | Defensa        | Felicitas Rauch   | 105' |
| 16         | Centrocampista | Jule Brand        |      |
| 8          | Centrocampista | Sydney Lohmann    | 90'  |
| 6          | Centrocampista | Janina Minge      |      |
| 17         | Centrocampista | Klara Bühl        |      |
| 9          | Delantero      | Sjoeke Nüsken     |      |
| 21         | Delantero      | Nicole Anyomi     | 69'  |
| Entrenador | Entrenador     | Horst Hrubesch    |      |

| 14 | Centrocampista | Emily Sonnett     | 45'  |
| 8  | Delantero      | Lynn Williams     | 60'  |
| 13 | Defensa        | Jenna Nighswonger | 90'  |
| 3  | Centrocampista | Korbin Albert     | 90'  |
| 6  | Defensa        | Casey Krueger     | 110' |

| 10 | Delantero      | Laura Freigang  | 69'  |
| 4  | Defensa        | Bibiane Schulze | 78'  |
| 14 | Centrocampista | Elisa Senß      | 90'  |
| 13 | Defensa        | Sara Doorsoun   | 105' |

| Anotado | 95' | Sophia Smith | 1:0 |

| Amonestado | 44'  | Marina Hegering |
| Amonestado | 108' | Jule Brand      |

| Árbitra             | Bouchra Karboubi |
| Árbitras asistentes | Fatiha Jermoumi  |
| Árbitras asistentes | Diana Chikotesha |
| Cuarta árbitra      | Kim Yu-jeong     |
| VAR                 | Ivan Bebek       |
| Adicionales VAR     | Tatiana Guzmán   |
| Adicionales VAR     | Khamis Al-Marri  |

| Estadísticas      | Bandera de Estados Unidos | Bandera de Alemania |
| Tiros             | 18                        | 9                   |
| Tiros a puerta    | 8                         | 6                   |
| Faltas            | 10                        | 6                   |
| Saques de esquina | 5                         | 4                   |
| Penaltis          | 0                         | 0                   |
| Fueras de juego   | 3                         | 3                   |
| Posesión de balón | 55%                       | 45%                 |

### Partido por la medalla de bronce

#### España vs. Alemania
| 9 de agosto de 2024, 15:00 | España | 0:1 (0:0)                | Alemania         | Stade de Lyon, Lyon                                                        |                                                                            |
|                            |        | COI Reporte FIFA Reporte | Gwinn 65' (pen.) | Asistencia: 10 995 espectadores Árbitra: Katia García VAR: Khamis Al-Marri | Asistencia: 10 995 espectadores Árbitra: Katia García VAR: Khamis Al-Marri |

| 13          | Guardameta     | Cata Coll            |     |
| 2           | Defensa        | Ona Batlle           |     |
| 16          | Defensa        | Laia Codina          | 85' |
| 14          | Defensa        | Laia Aleixandri      |     |
| 5           | Defensa        | Oihane Hernández     | 72' |
| 3           | Centrocampista | Teresa Abelleira     | 85' |
| 6           | Centrocampista | Aitana Bonmatí       |     |
| 11          | Centrocampista | Alexia Putellas      |     |
| 7           | Delantero      | Athenea del Castillo | 72' |
| 9           | Delantero      | Salma Paralluelo     |     |
| 10          | Delantero      | Jennifer Hermoso     |     |
| Entrenadora | Entrenadora    | Montse Tomé          |     |

| 12         | Guardameta     | Ann-Katrin Berger |       |
| 2          | Defensa        | Sarai Linder      |       |
| 3          | Defensa        | Kathrin Hendrich  |       |
| 5          | Defensa        | Marina Hegering   |       |
| 19         | Defensa        | Felicitas Rauch   |       |
| 15         | Centrocampista | Giulia Gwinn      | 90+6' |
| 11         | Centrocampista | Alexandra Popp    |       |
| 6          | Centrocampista | Janina Minge      |       |
| 17         | Centrocampista | Klara Bühl        | 46'   |
| 9          | Delantero      | Sjoeke Nüsken     |       |
| 16         | Delantero      | Jule Brand        |       |
| Entrenador | Entrenador     | Horst Hrubesch    |       |

| 8  | Delantero      | Mariona Caldentey | 72' |
| 18 | Defensa        | Olga Carmona      | 72' |
| 12 | Centrocampista | Patri Guijarro    | 85' |
| 17 | Delantero      | Lucía García      | 85' |

| 7  | Delantero | Lea Schüller  | 46'   |
| 13 | Defensa   | Sara Doorsoun | 90+6' |

| Anotado · Penal | 65' | Giulia Gwinn | 0:1 |

| Amonestado | 63' | Cata Coll |

| Árbitra             | Katia García      |
| Árbitras asistentes | Sandra Ramírez    |
| Árbitras asistentes | Karen Díaz        |
| Cuarta árbitra      | Tori Penso        |
| VAR                 | Khamis Al-Marri   |
| Adicionales VAR     | Daiane Muniz      |
| Adicionales VAR     | Guillermo Pacheco |

| 13          | Guardameta     | Cata Coll            |     |
| 2           | Defensa        | Ona Batlle           |     |
| 16          | Defensa        | Laia Codina          | 85' |
| 14          | Defensa        | Laia Aleixandri      |     |
| 5           | Defensa        | Oihane Hernández     | 72' |
| 3           | Centrocampista | Teresa Abelleira     | 85' |
| 6           | Centrocampista | Aitana Bonmatí       |     |
| 11          | Centrocampista | Alexia Putellas      |     |
| 7           | Delantero      | Athenea del Castillo | 72' |
| 9           | Delantero      | Salma Paralluelo     |     |
| 10          | Delantero      | Jennifer Hermoso     |     |
| Entrenadora | Entrenadora    | Montse Tomé          |     |

| 12         | Guardameta     | Ann-Katrin Berger |       |
| 2          | Defensa        | Sarai Linder      |       |
| 3          | Defensa        | Kathrin Hendrich  |       |
| 5          | Defensa        | Marina Hegering   |       |
| 19         | Defensa        | Felicitas Rauch   |       |
| 15         | Centrocampista | Giulia Gwinn      | 90+6' |
| 11         | Centrocampista | Alexandra Popp    |       |
| 6          | Centrocampista | Janina Minge      |       |
| 17         | Centrocampista | Klara Bühl        | 46'   |
| 9          | Delantero      | Sjoeke Nüsken     |       |
| 16         | Delantero      | Jule Brand        |       |
| Entrenador | Entrenador     | Horst Hrubesch    |       |

| 8  | Delantero      | Mariona Caldentey | 72' |
| 18 | Defensa        | Olga Carmona      | 72' |
| 12 | Centrocampista | Patri Guijarro    | 85' |
| 17 | Delantero      | Lucía García      | 85' |

| 7  | Delantero | Lea Schüller  | 46'   |
| 13 | Defensa   | Sara Doorsoun | 90+6' |

| Anotado · Penal | 65' | Giulia Gwinn | 0:1 |

| Amonestado | 63' | Cata Coll |

| Árbitra             | Katia García      |
| Árbitras asistentes | Sandra Ramírez    |
| Árbitras asistentes | Karen Díaz        |
| Cuarta árbitra      | Tori Penso        |
| VAR                 | Khamis Al-Marri   |
| Adicionales VAR     | Daiane Muniz      |
| Adicionales VAR     | Guillermo Pacheco |

| Estadísticas      | Bandera de España | Bandera de Alemania |
| Tiros             | 14                | 7                   |
| Tiros a puerta    | 7                 | 5                   |
| Faltas            | 9                 | 11                  |
| Saques de esquina | 3                 | 2                   |
| Penaltis          | 1                 | 1                   |
| Fueras de juego   | 1                 | 1                   |
| Posesión de balón | 59%               | 41%                 |